# Leosthenes
Leosthenes är ett släkte av insekter. Leosthenes ingår i familjen Phasmatidae.
Kladogram enligt Catalogue of Life:
| Leosthenes | \| \| Leosthenes aquatilis \| \| \| \| \| \| Leosthenes emmrichi \| \| \| \| \| \| Leosthenes rubripes \| \| \| \| |
|            | \| \| Leosthenes aquatilis \| \| \| \| \| \| Leosthenes emmrichi \| \| \| \| \| \| Leosthenes rubripes \| \| \| \| |
|            | Leosthenes aquatilis                                                                                               |
|            | |
|            | Leosthenes emmrichi                                                                                                |
|            | |
|            | Leosthenes rubripes                                                                                                |
|            | |